# Atletica leggera ai Giochi della XV Olimpiade - Salto in lungo maschile

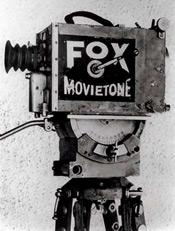
Video della Finale

La competizione del salto in lungo maschile di atletica leggera ai Giochi della XV Olimpiade si è disputata il giorno 21 luglio 1952 allo Stadio olimpico di Helsinki.

## L'eccellenza mondiale
| Campione olimpico 1948   | 7,825 | William Steele    | Ritirato 1949 |
| Primatista stagionale    | 8,00  | George Brown      | Presente      |
| Migliore atleta non USA  | 7,57  | Ary de Sá         | Presente      |
| Vincitore dei Trials USA | 7,73  | Meredith Gourdine | Presente      |

1. ↑  Fino al 20 luglio.

## Risultati

### Turno eliminatorio
Qualificazione: 7,20 m
Sette atleti ottengono la misura richiesta. Ad essi sono aggiunti i cinque migliori risultati (in realtà sono sette, perché ci sono due ex aequo), fino a 7,09 m.

La miglior prestazione appartiene a Meredith Gourdine (USA) con 7,41 m.
Gruppo A
| Pos. | Atleta                 | Nazione          | Misura | Salti | Salti | Salti |
| Pos. | Atleta                 | Nazione          | Misura | 1°    | 2°    | 3°    |
| ---- | ---------------------- | ---------------- | ------ | ----- | ----- | ----- |
| 1    | Meredith Gourdine      | Stati Uniti      | 7,41   | 7,19  | 7,41  | -     |
| 2    | Jerome Biffle          | Stati Uniti      | 7,40   | 6,73  | 7,40  | -     |
| 3    | George Brown           | Stati Uniti      | 7,32   | 7,32  | -     | -     |
| 4    | Ödön Földessy          | Ungheria         | 7,25   | 7,15  | 7,25  | -     |
| 5    | Ary de Sá              | Brasile          | 7,24   | 7,24  | -     | -     |
| 6    | Paul Faucher           | Francia          | 7,10   | 7,00  | 6,66  | 7,10  |
| 7    | Leonid Grigoryev       | Unione Sovietica | 7,09   | N     | N     | 7,09  |
| 8    | Anton Breder           | Saar             | 6,88   | 6,87  | 6,68  | 6,88  |
| 9    | Brígido Iriarte        | Venezuela        | 6,82   | N     | N     | 6,82  |
| 10   | Henryk Grabowski       | Polonia          | 6,77   | 6,72  | N     | 6,77  |
| 11   | Nikolay Andryushchenko | Unione Sovietica | 6,74   | N     | 6,74  | N     |
| -    | Avni Akgün             | Turchia          | NM     | N     | N     | N     |

Gruppo B
| Pos. | Atleta               | Nazione          | Misura | Salti | Salti | Salti |
| Pos. | Atleta               | Nazione          | Misura | 1°    | 2°    | 3°    |
| ---- | -------------------- | ---------------- | ------ | ----- | ----- | ----- |
| 1    | Neville Price        | Sudafrica        | 7,36   | N     | 7,11  | 7,36  |
| 2    | Hendrik Visser       | Paesi Bassi      | 7,21   | 7,03  | 7,21  | -     |
| 3    | Masaji Tajima        | Giappone         | 7,13   | 7,04  | N     | 7,13  |
| 4    | Karl-Erik Israelsson | Svezia           | 7,10   | 5,26  | 6,98  | 7,10  |
| 5    | Pentti Snellman      | Finlandia        | 7,09   | 6,89  | N     | 7,09  |
| 6    | Jorma Valtonen       | Finlandia        | 7,09   | N     | 7,09  | N     |
| 7    | Carlos Vera Guardia  | Cile             | 7,07   | 6,54  | 6,82  | 7,07  |
| 8    | Felix Würth          | Austria          | 6,99   | 6,99  | N     | N     |
| 9    | Sylvanus Williams    | Nigeria          | 6,98   | N     | 6,85  | 6,98  |
| 10   | Jorma Valkama        | Finlandia        | 6,97   | 6,97  | N     | N     |
| 11   | Karim Olowu          | Nigeria          | 6,96   | 6,84  | 6,96  | 6,89  |
| 12   | Geraldo de Oliveira  | Brasile          | 6,71   | N     | 6,42  | 6,71  |
| 13   | Patrick Leane        | Australia        | 6,40   | 6,35  | 6,40  | 5,18  |
| 14   | Kamtorn Snidvongs    | Thailandia       | 5,31   | 5,31  | 4,43  | N     |
| -    | Baldadash Madatov    | Unione Sovietica | NM     | N     | N     | N     |

### Finale
Favoriti sono gli americani: Brown (14 vittorie su 16 gare nella stagione), Gourdine (vincitore dei Trials con 7,73) e Biffle.

Dopo il primo salto è in testa Meredith Gourdine con 7,38. Al terzo turno Gourdine e Biffle superano entrambi i 7,50 metri, con Biffle davanti al connazionale di soli 4 cm.

Nei turni successivi Gourdine cerca di scalzare Biffle dalla prima posizione: 7,49, 7,36 e 7,51 all'ultimo salto. Biffle rimane d'oro e a Gourdine va l'argento.

Al migliore degli americani, George Brown, il numero 17 ha portato sfortuna: totalizza in finale tre nulli e perde la sua occasione olimpica.
| Pos.    | Atleta               | Età | Nazione          | Misura | Salti | Salti | Salti | Salti | Salti | Salti |
| Pos.    | Atleta               | Età | Nazione          | Misura | 1°    | 2°    | 3°    | 4°    | 5°    | 6°    |
| ------- | -------------------- | --- | ---------------- | ------ | ----- | ----- | ----- | ----- | ----- | ----- |
| Oro     | Jerome Biffle        | 24  | Stati Uniti      | 7,57   | 7,21  | N     | 7,57  | N     | N     | N     |
| Argento | Meredith Gourdine    | 22  | Stati Uniti      | 7,53   | 7,38  | 6,58  | 7,53  | 7,49  | 7,36  | 7,51  |
| Bronzo  | Ödön Földessy        | 23  | Ungheria         | 7,30   | 7,04  | 7,23  | N     | 7,17  | 7,30  | 7,12  |
| 4       | Ary de Sá            | 24  | Brasile          | 7,23   | 7,15  | 6,77  | 7,06  | 7,22  | 7,20  | 7,23  |
| 5       | Jorma Valtonen       | 29  | Finlandia        | 7,16   | N     | 7,06  | 7,16  | N     | N     | 6,97  |
| 6       | Leonid Grigoryev     | 25  | Unione Sovietica | 7,14   | N     | 7,14  | 6,92  | 5,55  | N     | 6,67  |
| 7       | Karl-Erik Israelsson | 22  | Svezia           | 7,10   | N     | N     | 7,10  |       |       |       |
| 8       | Paul Faucher         | 32  | Francia          | 7,02   | N     | 6,96  | 7,02  |       |       |       |
| 9       | Pentti Snellman      | 26  | Finlandia        | 7,02   | N     | 6,88  | 7,02  |       |       |       |
| 10      | Masaji Tajima        | 23  | Giappone         | 7,00   | N     | 7,00  | N     |       |       |       |
| 11      | Neville Price        | 23  | Sudafrica        | 6,40   | 6,40  | N     | N     |       |       |       |
| NC      | George Brown         | 20  | Stati Uniti      | NM     | N     | N     | N     |       |       |       |
| NC      | Hendrik Visser       | 20  | Paesi Bassi      | NM     | N     | N     | N     |       |       |       |